# دومینیک کوتارسکی
دومینیک کوتارسکی (انگلیسی: Dominik Kotarski؛ زادهٔ ۱۰ فوریهٔ ۲۰۰۰) بازیکن فوتبال اهل کرواسی است.
از باشگاه‌هایی که در آن بازی کرده‌است می‌توان به باشگاه فوتبال آژاکس آمستردام و باشگاه فوتبال اچ‌ان‌کی گوریتسا اشاره کرد.
وی همچنین در تیم‌های ملی فوتبال زیر ۲۰ سال کرواسی و زیر ۲۱ سال کرواسی بازی کرده‌است.